# 徐雪寒
徐雪寒（1911年8月28日—2005年4月27日），中国资深经济学家，新左派经济学家的代表之一。原名徐汉臣，浙江省慈溪县（宁波）人。

## 简介
1926年在宁波加入中国共产党。后赴上海创业，于1935年创办新知书店，并出任经理。
抗日战争期间，曾担任《救亡情报》（上海文化界救国会会刊）的主编。并是全国各界救国联合会副总干事。
1943年，始就职于新四军军部。徐雪寒先后担任中共中央华中局政策研究小组研究员，中共中央华中局经济研究处处长，华中财经委员会委员，华中银行副行长，华中运输公司总经理等职务。
1949年后，徐雪寒先后担任华东区铁路总局局长，上海铁路局局长:大事记:主管人员，华东军政委员会运输部部长，华东军政委员会贸易部部长，中国对外贸易部副部长，中国国务院经济研究中心常务干事。徐雪寒并是国务院经济技术社会发展研究中心的顾问。曾发起设立孙冶方经济学基金会和孙冶方经济学奖。

## 著述
- 《徐雪寒文集》